# عبد الجليل العباسي
عبد الجليل العباسي هو عبد الجليل بن محمد بن مولاي إبراهيم، شاعر وأديب ومفكر إسلامي مغربي، ينحدر من أسرة ينتهي نسبها إلى علي بن أبي طالب. اشتهر في الأوساط الأدبية المغربية بكتابة الشعر العمودي بمختلف أغراضه ولا سيما شعر الغزل والشعر السياسي. كما يعد عبد الجليل العباسي من الدعاة إلى الوحدة الإسلامية ونبذ الطائفية. وقد ولد بمدينة العيون جنوب المغرب ويقطن حاليا بمينة أكادير.